# Vala (langage)
Vala est un langage de programmation compilé, dont l'objectif est de fournir les bénéfices des langages de programmation modernes (comme la POO) aux développeurs de la plateforme GNOME qui utilisent GLib et son système GObject,.
Sa syntaxe est basée sur celle de C# mais il ne nécessite pas d'environnement d'exécution. Vala est transformé en code C, lui-même compilé en code machine natif. Les avantages d'une telle chaîne de compilation sont de produire des logiciels qui requièrent moins de mémoire vive et qui s'exécutent plus rapidement. De plus, ce passage par l'étape C rend possible l'utilisation des bibliothèques C au moyen d'interfaces définies dans les fichiers Vapi. Des fichiers Vapi sont fournis avec Vala pour une grande partie de la plateforme GNOME, ainsi que pour d'autres bibliothèques.
Par exemple, les logiciels Shotwell, Geary, GNOME Contacts ou le greffon Arte+7 pour Totem sont écrits en Vala.

## Exemple de code
Le programme « Hello World » :
```
void
 
main
 
()
 
{

  
print
 
(
"Hello World\n"
);

}

```

Le programme « Hello World » programmation orientée objet :
```
public
 
class
 
Main
 
{

  
public
 
static
 
int
 
main
 
(
string
[]
 
args
)
 
{

    
stdout
.
printf
(
"Hello, World\n"
);

    

    
return
 
0
;

  
}

}

```

## Éditeurs de texte et EDI
Il existe plusieurs éditeurs de texte ou EDIs qui supportent le langage Vala. On a notamment :
- Anjuta[8]

- Atom (éditeur de texte), avec le paquet language-vala-modern[9] pour la coloration syntaxique et éventuellement valhalla[10] pour des outils supplémentaires
- GNOME Builder[11]
- Eclipse (projet), avec le plugin Valable[12]
- Emacs[13]
- Geany[14]
- Gedit, avec le paquet Vala Toys for Gedit[15] ou Valencia[16],[17]
- MonoDevelop, avec le paquet monodevelop-vala. Cependant, ce paquet n'est plus maintenu[7].
- NetBeans, avec le paquet netbeans-valaproject[18]
- Redcar
- Code, l'éditeur de texte fourni avec elementary OS
- Sublime Text, avec le paquet Vala[19]
- TextMate, avec le paquet Vala-TMBundle[20]
- Val(a)IDE, lui-même écrit en Vala[21],[22]
- Valama, lui-même écrit en Vala[23]
- Vim, avec un plugin[24] et éventuellement le paquet syntastic pour des outils supplémentaires[25]
- Visual Studio Code, avec le paquet vala[26]